# Budzimskie
Budzimskie [buˈd͡ʑimskʲɛ] (tiếng Đức: Baselerskaten)  là một khu định cư ở khu hành chính của Gmina Kołobrzeg, thuộc hạt Kołobrzeg, Tây Pomeranian Voivodeship, phía tây bắc Ba Lan.
Trước năm 1945, khu vực này là một phần của Đức. Đối với lịch sử của khu vực, xem Lịch sử của Pomerania.